# Aguas grises
Las aguas grises o aguas usadas es el término utilizado para el agua que proviene del uso doméstico, como el lavado de utensilios y de ropa, así como el baño de las personas. 
Se diferencian de las aguas cloacales que resultan de la intervención humana, donde se altera su composición natural, por ejemplo, con excremento, materias orgánicas o químicas que suelen verterse por el sistema de alcantarillado y que no pueden reutilizarse por su contenido de bacterias, como Escherichia coli, Campylobacter jejuni, Shigella, entre otras.
Actualmente, las aguas grises están adquiriendo gran importancia porque pueden ser de mucha utilidad si se reutilizan para descargas del inodoro, lavado de patios, vehículos u otros que no impliquen el consumo directo de las personas o animales. También se está haciendo frecuente su uso en campos de regadío ecológico, especialmente en aquellas localidades afectadas por sequía o desabastecimiento del recurso.
Por lo general, se descomponen más de prisa y tienen menos nitrógeno y fósforo. Sin embargo, no se descarta que las mezclas puedan contener algún porcentaje de aguas negras, incluyendo agentes biológicos patógenos de varias clases.
Los pioneros en su depuración fueron los israelíes, que llevan más de 20 años investigando sistemas de reaprovechamiento. 
Cabe destacar que si no son tratadas de alguna forma, no se recomienda reutilizarlas ni siquiera para la descarga de los excusados, ya que generan malos olores por descomposición o manchas si se dejan más de un día.[cita requerida]

## Definición
Las aguas grises deben su nombre a su aspecto turbio y su condición de estar entre el agua dulce y potable (conocido como aguas blancas) y aguas residuales (aguas negras). En un contexto familiar, las aguas grises son solamente las aguas sobrantes de baños, regaderas, lavabos y lavadoras. Algunas definiciones de las aguas grises incluyen el agua de la pileta de la cocina. Cualquier agua que contenga heces humanas se considera agua negra.

## Eliminación de aguas grises
Las aguas residuales domésticas se suelen combinar en la alcantarillas, por lo que las aguas negras y grises se eliminan mediante un sistema de alcantarillado compartido en un proceso llamado desagües cloacales.
Las aguas que provienen de las casas pueden entonces tratarse para limitar la contaminación y riesgos para la salud, antes de ser devueltas al medio ambiente en general. La mayoría de las aguas grises termina como efluente en lagunas, ríos y océanos.
Hay otras alternativas para la eliminación de las aguas grises que permiten un uso eficiente y consiste en usarlas para regar las plantas y parques. Las plantas utilizan los contaminantes de las aguas grises, tales como partículas de comida o el fosfato de los detergentes, como nutrientes en su crecimiento. Sin embargo, los residuos de sal, cloro y jabón pueden ser tóxicos para la vida microbiana y las plantas por igual, pero al ser diluidos, pueden ser absorbidos y degradados a través de humedales construidos y plantas acuáticas, tales como juncos y pastos.

## Reciclaje

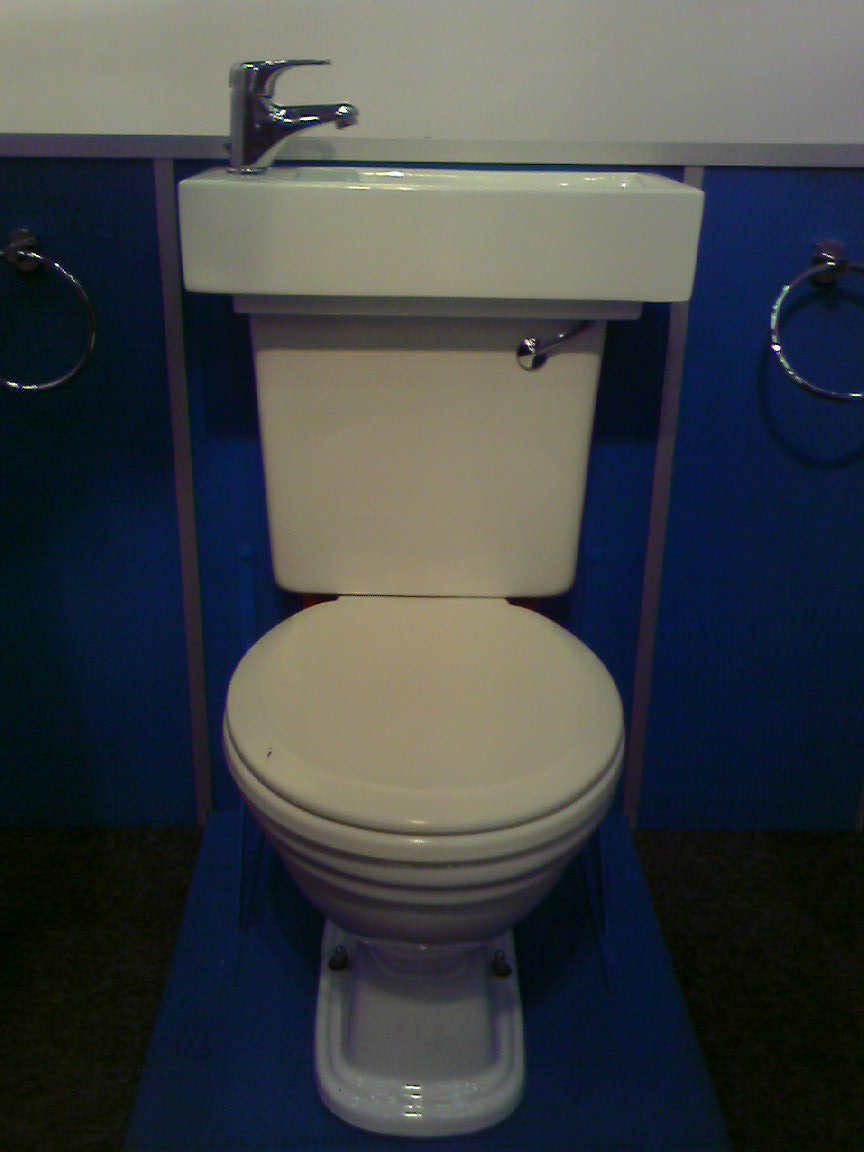
La cisterna de este inodoro se llena con las aguas grises del lavabo por encima de ella.

La mayoría de las aguas grises son más fáciles de tratar y reciclar que las aguas negras debido a los bajos niveles de contaminantes. Si se recogen mediante un sistema de tuberías separadas, las aguas grises domésticas pueden ser recicladas directamente dentro de la casa, el jardín o la empresa y se emplean inmediatamente o procesados y almacenados. Si se almacenan, se deben utilizar dentro de un tiempo muy corto o comenzarán a pudrirse debido a causa de los sólidos orgánicos en el agua. El reciclado de aguas grises de este tipo nunca es apta para el consumo humano, pero una serie de etapas de la filtración y digestión microbiana pueden servir para proporcionar agua para el lavado o inodoros. Algunas de las aguas grises pueden aplicarse directamente desde el fregadero para el jardín o campo de contenedor, y recibir un tratamiento adicional de raíces de plantas. Teniendo en cuenta que las aguas grises pueden contener nutrientes, patógenos, etc., es muy importante para almacenarlas antes de su uso en el riego, a menos que sean tratadas con anterioridad.

### Sistemas
En la actualidad existen varios sistemas de reciclaje de agua que pueden usarse para:
- Reciclar el agua sin purificar.
- Reciclar el agua con purificación o descontaminación.

#### Sistemas de reciclaje de agua sin purificación
El reciclaje de agua sin purificar se utiliza en algunas empresas agrícolas (por ejemplo, los viveros de árboles) y viviendas para aplicaciones donde el agua potable no es necesaria (por ejemplo, jardín y riego de la tierra, inodoro). También se pueden usar en viviendas cuando las aguas grises (por ejemplo, a partir de agua de lluvia) es ya bastante limpia para empezar y/o no ha sido contaminada con productos químicos no degradables, tales como jabones no naturales.
Tampoco se recomienda el uso de agua que ha estado en el sistema de filtración de aguas grises durante más de 24 horas, ya que podría generarse una eclosión de bacterias en el agua acumulada.

#### Sistemas de reciclaje del agua con purificación
Pueden filtrarse las aguas grises tratadas para convertirlas en agua limpia pero no potable. Existen numerosos sistemas basados en procesos suaves. Estos incluyen biofiltros, tales como:
- Sistemas mecánicos (filtración de arena, sistemas de filtro de lava y los sistemas basados en UV radiación ultravioleta)
- Los sistemas biológicos (sistemas de planta como tratamientos mediante estanques, humedales artificiales, bio-muros) y biorreactores o sistemas compactos como sistemas de lodos activados, bio-rotores, biofiltros aeróbicos y anaeróbicos, filtros sumergidos aireados, biorolls.[3]

Finalmente, procesos directos o «duros», tales como destilación (evaporación) o procesos mecánicos tales como tecnología de filtración de membrana (típicamente ultrafiltración y ósmosis inversa, las cuales son capaces de tratar grandes volúmenes de aguas grises para crear agua potable, o cerca de la potabilidad). Hasta la fecha no hay en el mercado dispositivos «duros» para recuperar aguas grises adecuados para su uso en el ámbito familiar, a pesar de si existe la tecnología.
Con el fin de purificar el agua potable adecuada, varios de estos sistemas se combinan generalmente para trabajar en conjunto. La combinación de los sistemas se realiza en dos o tres etapas, utilizando una purificación primaria y una purificación secundaria. A veces, se añade una purificación terciaria.
Algunos sistemas municipales de alcantarillado pueden reciclar una cierta cantidad de aguas negras y grises con un alto nivel de tratamiento, siempre para el riego y otros usos. En este caso se la denomina agua regenerada.

## Aplicación de aguas grises recicladas

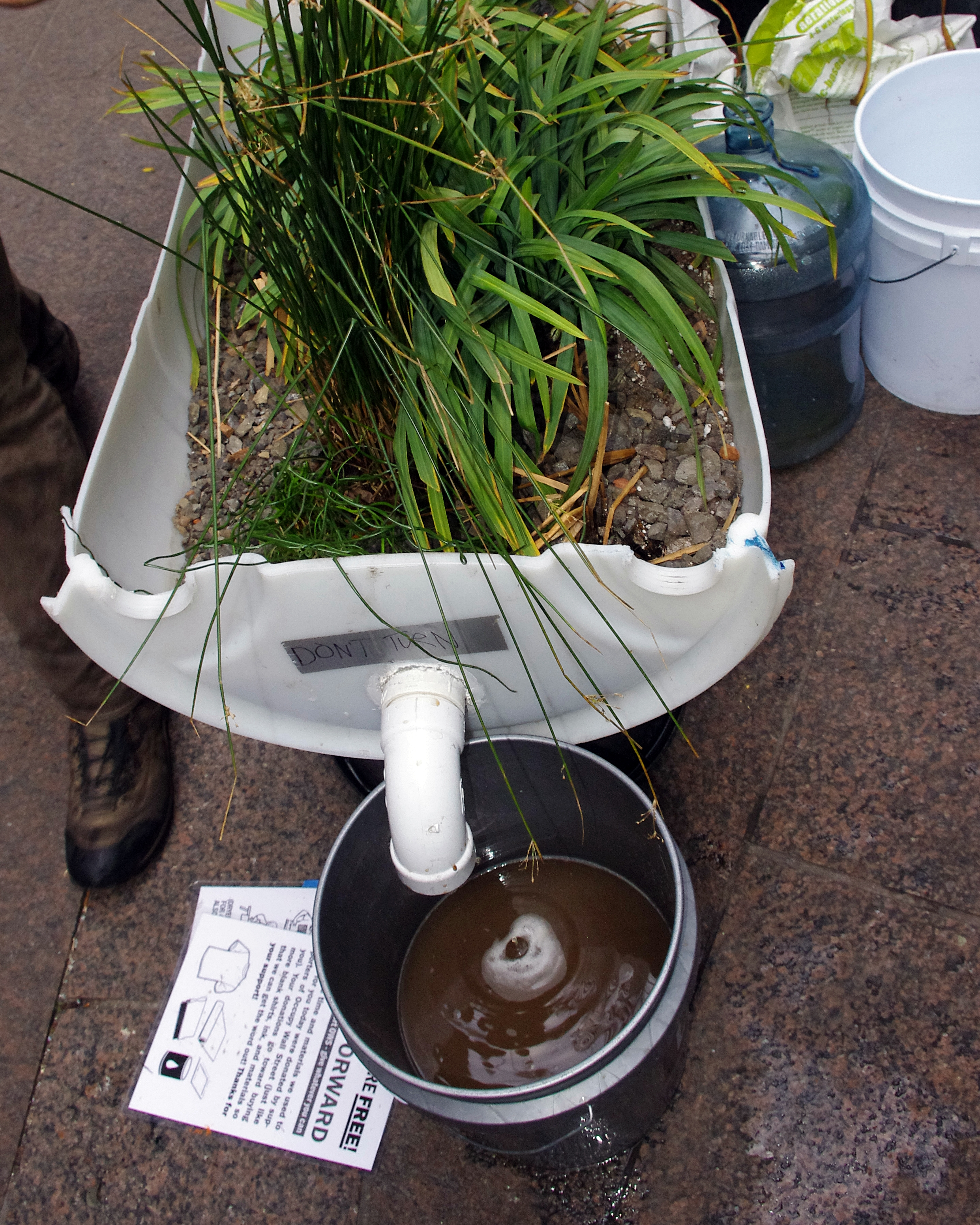
Tratamiento de aguas grises por goteo.

### Riesgo
Las aguas grises normalmente se descomponen más rápido que las aguas negras y tienden a contener menores niveles de nitrógeno y fósforo. Sin embargo, debe suponerse que todas las aguas grises pueden contener parte de aguas negras, incluidos los diversos tipos de agentes patógenos que son frecuentes. Las aguas grises se deben aplicar por debajo de la superficie, en la medida que sea posible (por ejemplo, a través de una línea de goteo en la parte superior del suelo, bajo mantillo, o en rellenos de mantillo-trincheras) y nunca deben pulverizarse. Esto debido al riesgo de su inhalación del agua como un aerosol.
Todavía no hay referencias a investigaciones a largo plazo sobre el uso de aguas grises en el suelo y los potenciales efectos negativos sobre la productividad del suelo.
En cualquier sistema de aguas grises, es esencial no poner nada tóxico en el desagüe, evitando blanqueadores, sales de baño, colorantes artificiales, productos de limpieza y otros productos que pudieran contener boro (que es tóxico para las plantas en niveles altos).
Es fundamental utilizar productos naturales como jabones biodegradables cuyos ingredientes no dañan las plantas. Los detergentes en polvo y algunos detergentes líquidos, son a base de sodio, que puede inhibir la germinación de semillas y destruir la estructura de los suelos mediante la dispersión de arcilla.

### Reutilización en edificios
El reciclado de aguas grises de las duchas y las bañeras se puede utilizar para inodoros en las jurisdicciones europeas y australianas y en las jurisdicciones de los Estados que han adoptado el Código de Internacional de Plomería.
Este sistema podría proporcionar una reducción estimada del 30 % en el uso del agua para la familia promedio. El peligro de contaminación biológica se evita mediante el uso de:
- La limpieza de tanques, para eliminar los elementos flotantes y de hundimiento
- Un mecanismo de control inteligente que elimina la recogida de agua si ha sido almacenado lo suficiente como para ser peligroso, lo que evita por completo los problemas de filtración y tratamiento químico

El Código Uniforme de Plomería, adoptado en algunas jurisdicciones de los Estados Unidos, prohíbe el uso de aguas grises en interiores.

### Condiciones de vida extremas
Uso de aguas grises promueve la capacidad de construir en áreas no aptas para el tratamiento convencional, o cuando el tratamiento convencional es costoso. El Marte Desert Research Station utiliza el reciclaje de aguas grises, y podría ser utilizado en los viajes a Marte para reducir el consumo de agua y aumentar la generación de oxígeno.

### Recuperación de calor
En la actualidad hay aparatos y dispositivos que tienen la capacidad de recuperar el calor de las aguas grises en el ámbito residencial e industrial, a través de un proceso conocido como recuperación hot drainwater, recuperación de calor en aguas grises, o reciclaje de calor en aguas calientes.
En lugar de fluir directamente hacia un dispositivo de calentamiento de agua, el agua fría entrante fluye primero a través de un intercambiador de calor donde es precalentada por el calor de las aguas grises que sale de tales actividades como lavar platos o ducharse. Los accesorios típicos del hogar que reciben las aguas grises de la ducha pueden recuperar hasta el 60 del calor que de otra manera iría a la basura.

## Ecología
Dado que el uso de aguas grises, sobre todo a nivel nacional en Estados Unidos, reduce la demanda de suministro de agua convencionales y la presión sobre los sistemas de tratamiento de aguas residuales, su uso es muy beneficioso para las vías fluviales locales. En tiempos de sequía, especialmente en las zonas urbanas, el uso de aguas grises en los jardines o los sistemas sanitarios contribuye a alcanzar algunos de los objetivos del desarrollo ecológicamente sostenible.

### Beneficios
Los posibles beneficios ecológicos del reciclaje de aguas grises incluyen:
- Baja extracción de agua dulce de los ríos y acuíferos.
- Menor impacto de tanques y cámaras sépticas y menor inversión en plantas de tratamiento urbanas.
- Nutrición de la tierra con materia orgánica.
- Reducción del uso de energía y la contaminación química de tratamiento.
- Aumento del crecimiento de las plantas.
- Recuperación de nutrientes.
- Una mayor calidad de superficie y agua subterránea cuando se conserva por la depuración natural en las capas superiores del suelo generadas por los procesos de tratamiento de agua[5]

En el sudoeste de Estados Unidos y en Medio Oriente, donde el suministro de agua disponible es limitado, especialmente en vista de una población en rápido crecimiento, existe un fuerte imperativo para la adopción de tecnologías alternativas para tender a un uso racional del agua.